# Majiazhen (ort i Kina, Sichuan Sheng, lat 31,49, long 104,34)
Majiazhen (kinesiska: 马家镇) är en ort i Kina. Den ligger i provinsen Sichuan, i den sydvästra delen av landet, omkring 95 kilometer norr om provinshuvudstaden Chengdu. Antalet invånare är 24 623. Befolkningen består av 12 178 kvinnor och 12 445 män. Barn under 15 år utgör 11,0 %, vuxna 15-64 år 77 %, och äldre över 65 år 11,0 %.
Runt Majiazhen är det tätbefolkat, med 476 invånare per kvadratkilometer. Det finns inga andra samhällen i närheten. Trakten runt Majiazhen består till största delen av jordbruksmark.
Genomsnittlig årsnederbörd är 1 200 millimeter. Den regnigaste månaden är juli, med i genomsnitt 346 mm nederbörd, och den torraste är december, med 5 mm nederbörd.